# Loi du 29 juin 1905 sur la durée du travail dans les mines
La Loi du 29 juin 1905 sur la durée du travail dans les mines est une des premières réformes importantes du droit minier en France, limitant le travail au fond à 8 heures par jour pour l'abattage. Elle a précédé la loi du 31 décembre 1913 étendant le principe d'une journée de travail limitée à 8 heures pour tous les mineurs au fond, et la loi du 23 juillet 1908 sur l'hygiène et la salubrité des mines.

## Histoire
La journée de 8 heures est une vieille revendication ouvrière, portée par la CGT et de nombreux députés socialistes, qui ont déposé plusieurs propositions de loi à la fin du XIXe siècle et au début du XXe mais sans aboutir. Cette revendication ouvrière devient loi dans les mines après une série de grèves, puis une loi pour tous les salariés français après la Première Guerre mondiale et ses soubresauts révolutionnaires (en particulier la Révolution bolchévique), le 23 avril 1919.
Le médecin Gustave Dron, membre de la commission sur le travail à la chambre des députés, a joué un rôle important dans l'adoption de la loi. Il participe d'abord aux travaux d’élaboration de la loi du 2 novembre 1892, dont il est rapporteur, qui réglemente la durée de la journée de travail pour les femmes et les enfants dans les usines. Il dépose, le 2 avril 1903, à la chambre des députés le procès-verbal de la commission des mines dont il est le président, et qui contribue à l'adoption de la loi.